# Капрал

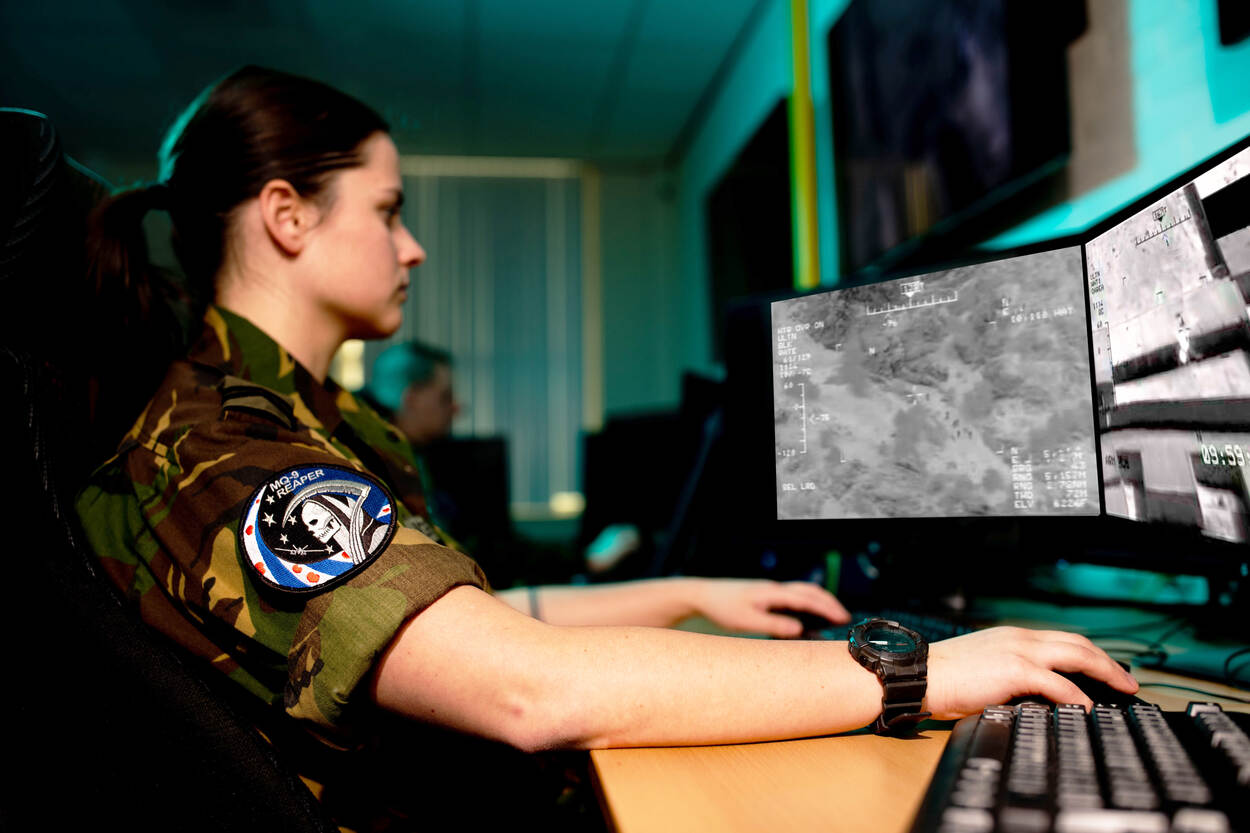
Капрал 306-й эскадрильи авиабазы Леуварден ВВС Нидерландов анализирует снимки с беспилотного разведывательного самолёта

Капра́л (из пол. kaprał или нем. Kapral, < фр. сароral < итал. caporale — «командир») — начальник команды (капральство) — воинское звание младшего командного состава и низший унтер-офицерский (сержантский) чин в вооружённых силах (ВС) (армиях) ряда государств мира.
Существовавшее в начале XX века в германской, французской и итальянской пехоте воинское звание «капрал» соответствовало ефрейторскому званию в Русской  армии. Во времена Римской империи под словом «concorporales» понимались люди одной солдатской артели, и от него произошло слово «капрал».

## Аргентина
Все три вида Вооружённых сил Аргентины используют два или три звания капрала или кабо. Капралы в аргентинских вооружённых силах считаются suboficiales subalternos (младшие унтер-офицеры), превосходящие только звания добровольцев (военнослужащие СВ и ВВС) и моряков (военнослужащие военно-морского флота).
В Аргентинской армии существует два звания капрала, младшего и старшего: Cabo («капрал») и Cabo Primero («первый капрал»).
Аргентинский флот имеет три звания, от младшего до старшего: Cabo Segundo (капрал второго класса), Cabo Primero (капрал первого класса) и Cabo principal (главный капрал), которое равно армейскому званию Sargento (сержант). Звания в ВВС аналогичны.

## Австралия
Капрал является вторым по величине среди унтер-офицерских званий в австралийской армии, между младшим капралом и сержантом. Капрал, как правило, назначается командиром отделения и отвечает за 7 — 14 солдат. Ему помогает заместитель командира, обычно младший капрал или старший рядовой.

## Канада
Капрал — звание в армии и ВВС Канады. Его военно-морской эквивалент — ведущий моряк. Выше по званию мастер-капрал. Он входит в состав младших унтер-офицеров.
Знаки отличия капрала — это шеврон из двух полос, обращённых вниз, надетый золотой нитью на оба верхних рукава пиджака; в винтовой зелёной (армейской) или тёмно-синей (военно-воздушной) нити на вставках CADPAT для оперативной одежды; в старой золотой нити на синих слипонах на других формах военно-воздушных сил; и в золотых металлических и зелёных эмалевых миниатюрных булавках на воротниках армейской рубашки и верхних пальто. На армейских церемониальных униформах это обычно изображается в золотой тесьме (чёрной для стрелковых полков), либо на обоих рукавах, либо на правом, в зависимости от обычая формирования.
Капрал является первым унтер-офицерским званием, и самым низким званием командира.

## Великобритания
Ранг капрала, который находится между младшим капралом и сержантом, используется британской армией, королевскими морскими пехотинцами и королевскими военно-воздушными силами. Капрал часто считается в британских службах несколько более высоким званием, чем в других странах: хотя британские капралы классифицируются как OR-4 в рамках системы НАТО, они обычно занимают должности, занимаемые эквивалентом OR-5 в других странах, например, командир отделения.
Знаком ранга является двухбалочный шеврон (также известный как «полоски», «ленты» или «крючки»). Роль капрала варьируется между полками; но в стандартной роли пехоты капрал командует отделением, а младший капрал — его заместитель. Когда отделение разделено на огневые команды, они командуют каждой из них. В Королевском танковом корпусе капрал командует отдельным танком. Следовательно, их обязанности в основном соответствуют сержантам в армии Соединённых Штатов, а капралов часто называют «костяком» британской армии.
В кавалерии все унтер-офицерские звания обозначаются как различные классы капрала до полкового капрала-майора (который является прапорщиком 1-го класса). Однако фактического звания капрала не существует, и ряды переходят непосредственно от младшего капрала к младшему капралу лошади (который фактически эквивалентен капралу). Точно так же в Почётной Артиллерийской роте каждый капрал назначается младшим сержантом. Это означает, что они носят три шеврона, а не обычные два, а у младшего капрала два шеврона вместо одного.
Королевских артиллерийских капралов называют бомбардирами; хотя до 1920 года королевская артиллерия имела капралов, а бомбардир был более низкого звания. Звание второго капрала существовало в Королевских Инженерных и Королевских армейских артиллерийских корпусах до 1920 года.
Капрал является самым низким званием сержанта в Королевских ВВС (за исключением полка ВВС, у которого есть младшие капралы), он находится между младшим техником или старшим летчиком-техником и сержантом в технических профессиях или старшим лётчиком и сержантом в нетехнических профессиях. В период с 1950 по 1964 год капралы в технических профессиях были известны как «капралы-техники» и носили свои шевроны.

## США
В армии США капралу предшествуют первые три формы рядового и звание специалиста. В отличие от специалиста, капрал является унтер-офицером и может руководить деятельностью других солдат. Военнослужащий может быть повышен до капрала непосредственно из рядового первого класса.
Типичный критерий для продвижения в капралы состоит в том, что младший военнослужащий должен быть на руководящей должности, которую обычно занимает сержант. Как правило, эти поощрения выдаются латерально специалистам, которые работают в должности сержанта, но которым запрещено продвижение по службе до сержанта (E-5) из-за отсутствия достаточных баллов повышения. Это повышение осуществляется по усмотрению командира подразделения; многие специалисты работают на должностях унтер-офицеров.
Какое-то время нередко находили помощников юристов, назначенных в отдел юридической помощи канцелярии адвоката штатного судьи, несмотря на то, что зачастую они выполняли мало или вообще не занимали руководящих должностей. Армейское постановление 27-55 «Нотариальные службы» предоставило (в соответствии с положениями 10 USC §§ 936, 1044a) полномочия действовать в качестве нотариуса и консула Соединённых Штатов в сержантских корпусах военно-юридической службы. Нотариальное заверение доверенностей и других документов является важной задачей на таких должностях, что требовало присутствия либо унтер-офицеров, либо государственных нотариусов. Позднее в АР 27-55 были внесены поправки, с тем чтобы наделить их полномочиями таких специалистов по правовым вопросам, которые были назначены соответствующим адвокатским работником.
Обычно капрал руководит огневой группой.
Звание капрала было «унаследовано» от его использования в британской армии и американских колониальных регулярных вооружённых силах и ополчении нескольких колоний. Капрал исторически был младшим унтер-офицерским званием (NCO), непосредственно подчинённым сержанту. Обычно в британской армии и американских колониальных силах был один капрал для каждого сержанта, причём капрал служил младшим сержантом отряда (оба термина часто использовались взаимозаменяемо).
Во время Гражданской войны в США число капралов было увеличено до двух на сержанта/отделение, и в 1891 году капрал был официально назначен командиром отделения, с двумя отрядами на группу под сержантом. В 1901 году число капралов/отрядов было увеличено до трёх на отделение, а в 1917 году до четырёх капралов на отделение. В 1939 году с реорганизацией из «квадратной» в «треугольную» дивизию, которая ликвидировала отделения в стрелковых взводах, тогда было только три капрала/отряда на взвод (с двумя сержантами в штабе взвода).
В 1940 году капралы стали помощниками руководителей отрядов, а руководители отрядов стали сержантами (с двумя сержантами в штабе взвода). В 1942 году, когда командиры отрядов перешли в сержанты, капралы в стрелковых отрядах стали старшими солдатами, и обычно их было только один или два на команду. В 1948 году капралы снова стали помощниками руководителей отрядов при сержантах в качестве руководителей отрядов (сержант был ликвидирован, а технический сержант преобразован в сержанта первого класса). В 1956 году капралы стали лидерами огневых команд по два на команду. Наконец, в 1958 году капралы были по сути упразднены из стрелковых отрядов (их заменили на звание специалиста третьего класса/специалиста четвёртого), когда командиры отрядов снова стали старшими сержантами с двумя сержантами /огневыми командами на отряд. В 1960-х годах капралов можно было встретить лишь в дивизиях помощниками артиллеристов при полевых артиллерийских гаубицах и следопытами (тактическими авиадиспетчерами) в авиационных батальонах.
В Морской пехоте США звание «младший капрал» является самым младшим по рангу званием военнослужащего сержантского состава, выше рядового 1-го класса.

## Россия

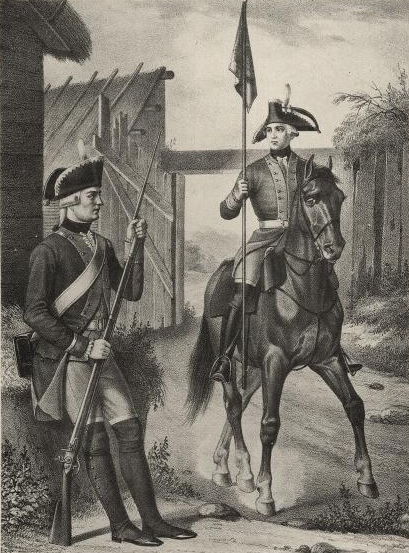
Капрал и фурьер мушкетёрских рот пехотного полка, с 1763 по 1786 годы

В 1647 году чин «капрал» появился в России, при царе Алексее Михайловиче, под названием «корпорала», в полках нового строя, официально введено «Воинским уставом» Петра I. Права и обязанности капрала впервые изложены в «Экзерциции, приготовление к маршу, звания и должности полковых чинов», от 1716 года, составлявшей приложение к «Уставу Воинскому» Петра Великого. По воинскому уставу Всероссийского императора Павла, в мушкетёрских ротах полагались ещё ефрейторы-капралы из дворян на обязанности которых лежало носить знамя. 
При Николае I, капрал заменён и стал называться отделенным унтер-офицером, и капральство — отделением солдат, составлявшим четверть роты.
В первой половине XIX веке чин «капрал» заменён чином «младший унтер-офицер», в другом источнике указано, что стал называться отделенным унтер-офицером.
Звание «капрал» примерно соответствует званию «младший сержант» в современных Вооружённых силах России.

## Сербия
Аналог звания капрала в Сербии называется «десетар» (с серб. — «десятник»). В югославской партизанской армии он появился 1 мая 1943 года как самое младшее офицерское звание, в 1955 году звание капрала было официально утверждено в Югославской народной армии, сохранившись позже в сербской и черногорской армиях.

Капрал Армии Сербии
Капрал ВВС Сербии
Капрал Речной флотилии Сербии

## Украина

### Специальное звание полиции (с 2015)
2 июля 2015 года согласно ст. 80 раздела VII («Общие положения прохождения службы в полиции») Закона Украины «О Национальной полиции», были установлены специальные звания полиции. Новые звания отличаются от предыдущих специальных званий милиции. Согласно ст. 83 Закона минимальный срок выслуги для получения звания капрал установлен один год.
Согласно разделу ХІ «Заключительные и переходные положения», при переаттестации сотрудники милиции, имевшие специальное звание младший сержант милиции,  получают специальное звание капрала полиции .

### Воинское звание (реформа 2015-2016)
5 июля 2016 года Президентом Украины Петром Порошенко был утверждён «Проект униформы и знаков различия Вооружённых Сил Украины». В Проекте рассмотрены воинские звания и знаки различия военнослужащих. В военной иерархии Сухопутных войск и Воздушных сил появляется звание «капрал», которое по кодированию NATO — OTAN относится к рангу OR-3. В качестве знаков различия капралы имеют по два угла (стропила) на погонах.
Звание капрала выше звания старшего солдата, но ниже сержанта.

## Знаки различия в других ВС

Нашивка капрала армии Шри-Ланки